# دنیسا دورژاکووا
دنیسا دوُرژاکووا (چکی: Denisa Dvořáková؛ زادهٔ ۲۸ مهٔ ۱۹۸۹ ‏(۳۵ سال)) مانکن اهل جمهوری چک است. او برنده رقابت چهره برگزیده الیت (Elite Model Look) در سال ۲۰۰۶ شده‌است.